# Soldiers of Odin
I Soldiers of Odin (SOO, letteralmente "soldati di Odino") sono un gruppo internazionale identitario fondato a Kemi in Finlandia nell'ottobre del 2015 e da lì diffusosi rapidamente in altri paesi scandinavi come la Norvegia e la Svezia, che si oppone all'immigrazione, e che organizzati in squadre di pattugliamento si aggirano in orari notturni per le strade alla ricerca di stranieri. Il fondatore del gruppo, Mika Ranta, ha posizioni politiche di estrema destra ed è stato condannato nel 2005 a causa di assalti a sfondo razziale verso persone.

## Storia
I Soldiers of Odin furono fondati nella città settentrionale della Finlandia di Kemi (una delle rotte per migranti dalla Svezia) nell'ottobre del 2015 in risposta ad un forte aumento del flusso migratorio verso la Finlandia. Il fondatore Mika Ranta, che si è autodichiarato neonazista e membro del Movimento della Resistenza Finlandese, sostiene che le sue opinioni personali non rappresentino il gruppo nel suo insieme.
Il gruppo accrebbe popolarità a seguito delle numerose denunce di stupro, commesse da immigrati, in Germania ed altri paesi inclusa la Finlandia avvenute nel capodanno del 2016.
La pagina Facebook dei SOO aveva più di 34.000 likes nel febbraio del 2016. I Soldati di Odino dichiarano di avere 600 membri e più di 25 cellule in Finlandia, Svezia, Norvegia, Danimarca, Polonia, Germania, Estonia, Ungheria, Gran Bretagna e Stati Uniti. Il Gruppo inizia pattugliamenti in Norvegia dal febbraio 2016, profilati da Ronny Alte, un ex-leader della Lega di Difesa della Norvegia ed attivista di Pegida.